# Phryganea bipunctata
Phryganea bipunctata is een schietmot uit de familie Phryganeidae. De soort komt voor in het Palearctisch gebied.